# Џими Фалон
Џејмс Томас Фалон (енгл. James Thomas Fallon; Бруклин, 19. септембар 1974) амерички је водитељ, комичар, глумац, продуцент и музичар. Постао је познат током учешћа у скеч-комедији Уживо суботом увече у којој је наступао од 1998. до 2004. Потом се прославио као водитељ вечерњих ток-шоу емисија Late Night with Jimmy Fallon и The Tonight Show Starring Jimmy Fallon телевизијске мреже Ен-Би-Си.